# Кревет кам'яний
Кревет кам'яний (Palaemon elegans) — вид креветок роду Кревет (Palaemon), родини Креветові (Palaemonidae).
Кревет кам'яний населяє неглибокі, прибережні морські води, також зустрічається у солонуватих водах не нижче 1 ‰ солоності, на будь-яких типах ґрунту, але за умови наявності водної рослинності.

## Ареал

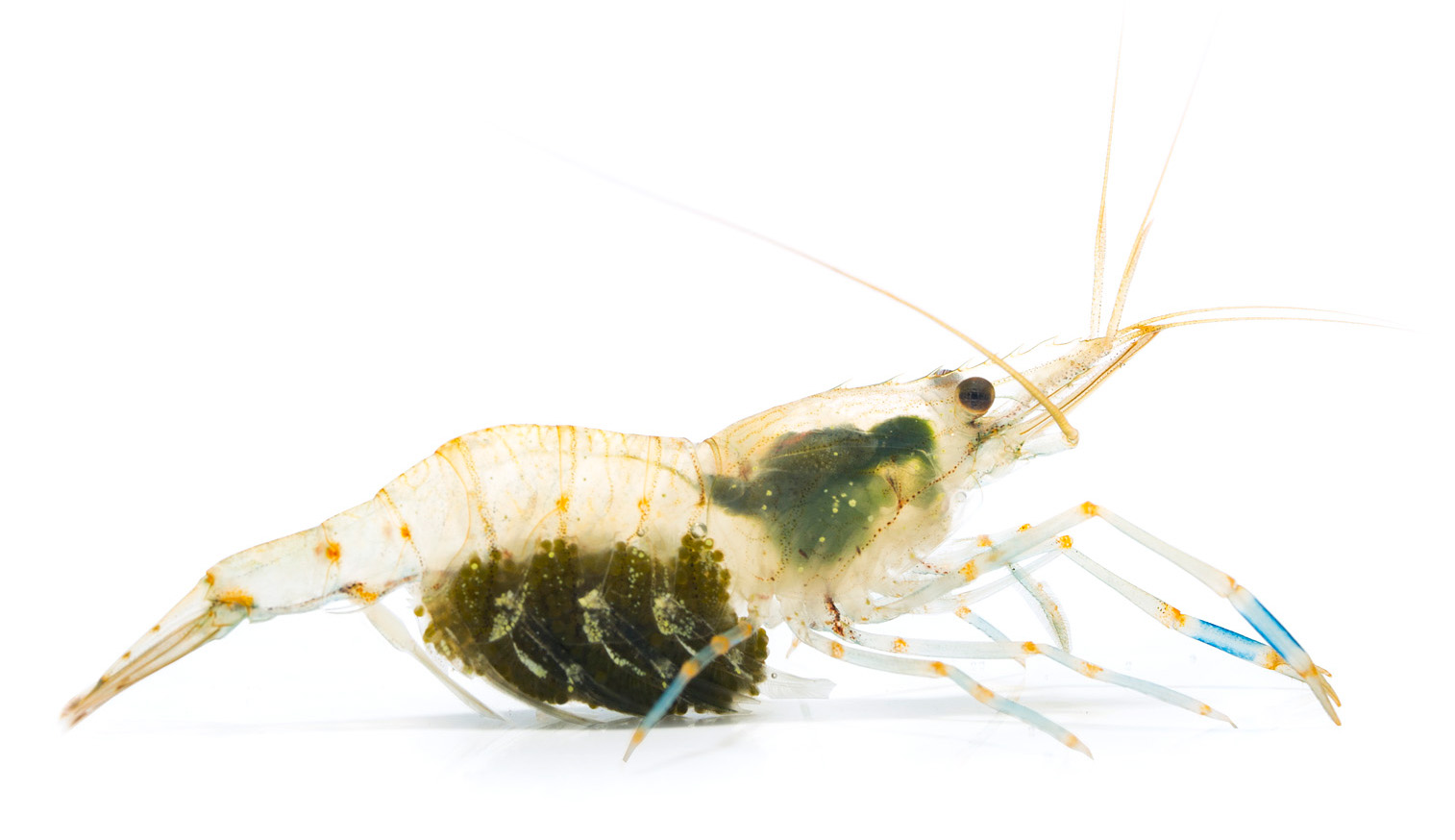
Самиця кревета із яйцями, узбережжя Естонії

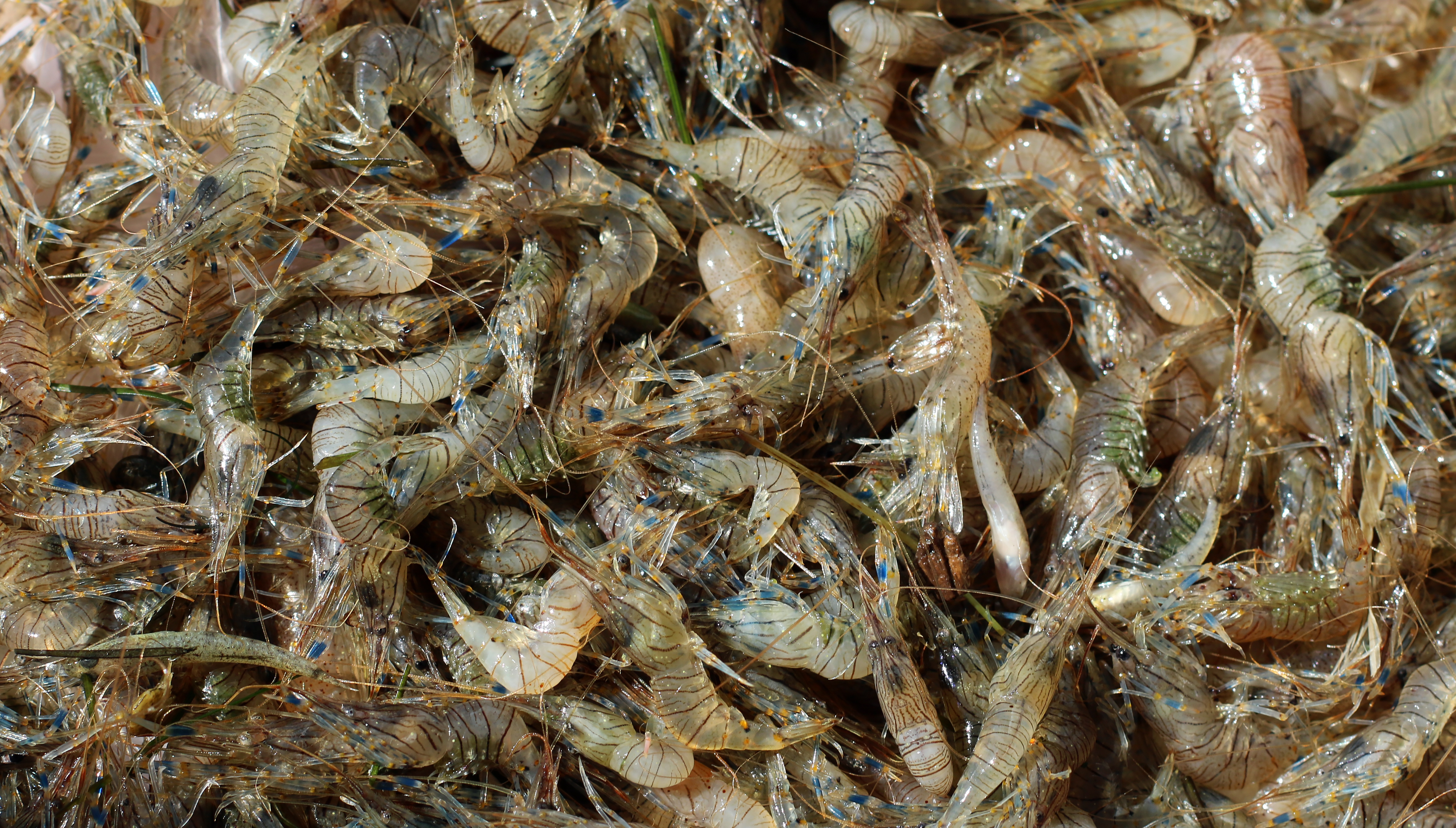
Живі кревети на рибному ринку в Одесі

Первинний ареал охоплює атлантичне узбережжя Африки, на південь до мису Доброї Надії, і Європи на північ до Норвегії, включно, також Середземне і Чорне моря. У 1950-х роках вид було штучно інтродуковані види вселено до солоних озер: Каспійського моря і Аральського моря. Наприкінці XX століття вид був відзначений у західній частині Балтійського моря, після чого почала заселяти прибережні мілини та лагуни на схід, відзначена навіть у Віслинській затоці.